# Макарчук Володимир Степанович
Володимир Степанович Макарчук (нар. 3 квітня 1960, м. Миколаїв, Львівська область) — український науковець, історик і правознавець. Кандидат історичних й доктор юридичних наук, професор, дослідник історії держави і права та міжнародного права ХХ ст. Професор кафедри теорії, історії та філософії права Інституту права, психології та інноваційної освіти, Національного університету «Львівська політехніка» [Архівовано 8 серпня 2020 у Wayback Machine.]. Член Вченої ради Львівської політехніки і Спеціалізованої вченої ради із захисту дисертацій юридичних спеціальностей. Член наукової редакційної ради «Анналів юридичної історії», першого українського періодичного наукового журналу, присвяченого проблематиці всесвітньої та вітчизняної історії права.

## Освіта
У 1982 р. закінчив історичний факультет Львівського державного університету ім. Івана Франка. Юридичну освіту здобув у 1998 р. у Львівському юридичному інституті МВС України (нині — Львівський університет внутрішніх справ).
Кандидат історичних наук (1988 р.), доктор юридичних наук (2007 р.).
У січні 2007 року в Спеціалізованій раді Інституту держави і права ім. В. Корецького НАН України (м. Київ) захистив дисертацію на здобуття наукового ступеня доктора юридичних наук за спеціальністю 12.00.01 на тему: «Державно-територіальний статус західноукраїнських земель у період Другої світової війни (1939—1945): історико-правове дослідження».

## Професійна діяльність
У 2006—2007 рр. начальник факультету економічної безпеки Львівського державного університету внутрішніх справ (ЛьвДУВС).
З березня 2007 по травень 2010 рр. — начальник факультету з підготовки слідчих ЛьвДУВС.
Отримав вчене звання професора по кафедрі теорії та історії держави і права ЛьвДУВС (2011 р.). Полковник міліції у відставці.
З лютого 2011 р. — завідувач кафедри історії держави і права Інституту права та психології Національного університету «Львівська політехніка» [Архівовано 8 серпня 2020 у Wayback Machine.], заступник директора Інституту.
З вересня 2019 року — професор кафедри теорії, історії та філософії права Інституту права, психології та інноваційної освіти Національного університету «Львівська політехніка» [Архівовано 8 серпня 2020 у Wayback Machine.]
Нагороджений орденом «За заслуги» 3-го ступеня (з мечами) — 2008 р.

## Наукова діяльність
Під науковим керівництвом В. С. Макарчука захищені понад десять дисертацій на здобуття наукового ступеня кандидата та доктора юридичних наук.
Проф. В. С. Макарчук керує підготовкою дисертацій аспірантів та здобувачів на здобуття наукового ступеня кандидата юридичних наук, є науковим консультантом докторантів.
Він — автор понад 200 наукових та навчально-наукових праць, що виходили друком в колишньому СРСР, Україні, Молдові, Росії, Польщі, Словенії, Великій Британії.

## Вибрані публікації
- Макарчук В. С. Римське приватне право : [навч. посібник] / В. С. Макарчук . – [вид. 4-те, доп.]. – К. : Атіка, 2012. – 256 с.
- Макарчук В. С. Загальне історія держави і права зарубіжних країн. Вид. 8–ме. — Харків: Право, 2015. — 624 с.
- Макарчук В. С. Історія зарубіжної та вітчизняної адвокатури. — Львів: Видавництво Львівської політехніки, 2018. — 304 с.
- Population Deportations and Transfers: Evil or Necessary Evil? // A. Dyukov, O. Orlenko [Ed.] Divided Eastern Europe: Borders and Population Transfer, 1938—1947. — Cambridge: Cambridge Scholars Publishing, 2012, pp.182–193.
- Пакт Риббентропа-Молотова в освещении украинской постсоветской историографии // Клио. Журнал для ученых. № 3 (54). — Санкт-Петербург: Издательство «Полторак», 2011. — сс. 134—139
- Судові процеси та позасудове переслідування москвофілів в Австро-Угорщині (друга половина ХІХ ст. — 1910-ті рр.) // Studia z Zakresu Prawa, Administracji i Zarzadania Uniwersytetu Kaziemierza Wielkiego w Bydgosczy. Edycia Bydgosko-Lwowska Prawo — Samorzad Terytorialny — Ekonomia. Bydgoszcz: Uniwersytet Kaziemierza Wielkiego, Instytut wa, Administracii i Zarzadania, 2016. — 358 s., ss. 56 — 68.
- Советизация Южной Бессарабии в составе Украинской ССР (июль 1940 — 22 июня 1941 гг.) // Conferinţa ştiinţifică internaţională «Moldova între „28 iunie“ și „24 august“: miturile și realitatea participării ei în cel de-Al doilea război mondial. Către cea de-a 77-a aniversare a începutului Marelui Război pentru Apărarea Patriei și cea de-a 78-a aniversare a eliberării de ocupaţia română» / «Молдавия между „28 июня“ и „24 августа“: мифы и реалии её участия во Второй мировой войне. К 77-летию начала ВОВ и 78- летию освобождения от румынской оккупации» (Chișinău, 28 iunie 2018) Sub patronatul Preşedintelui RM Igor Dodon. — Chişinău, 2018. — 123 c., — cc. 51 — 61
- Макарчук В. С. Депортации и трансферты населения: зло или неизбежное зло / В. С. Макарчук // Журнал российских и восточноевропейских исторических исследований (РФ, г. Москва). — 2012. — № 1 (4). — С. 107—112.